# Vienna Blood
Vienna Blood är en brittisk-österrikisk historisk kriminal- och dramaserie som hade premiär 2019. Serien är skapad av Steve Thompson. Den tredje säsongen hade premiär i december 2022, och har blivit förnyad med en fjärde säsong. Serien kommer att visas på TV4 Play med start 2 maj 2024.

## Handling
Serien kretsar kring Max Liebermann som är student hos Sigmund Freud. Han utnyttjar sina kunskaper för att bistå i mordutredningar runt om i Wien.

## Rollista (i urval)
- Matthew Beard - Max Liebermann
- Juergen Maurer - Oskar Reinhardt
- Luise von Finckh - Clara Weiss
- Jessica De Gouw - Amelia Lydgate (säsong 1)
- Lucy Griffiths - Amelia Lydgate (säsong 2)
- Amelia Bullmore - Rachel Liebermann
- Conleth Hill - Mendel Liebermann
- Charlene McKenna - Leah Liebermann